# Sott Piodau

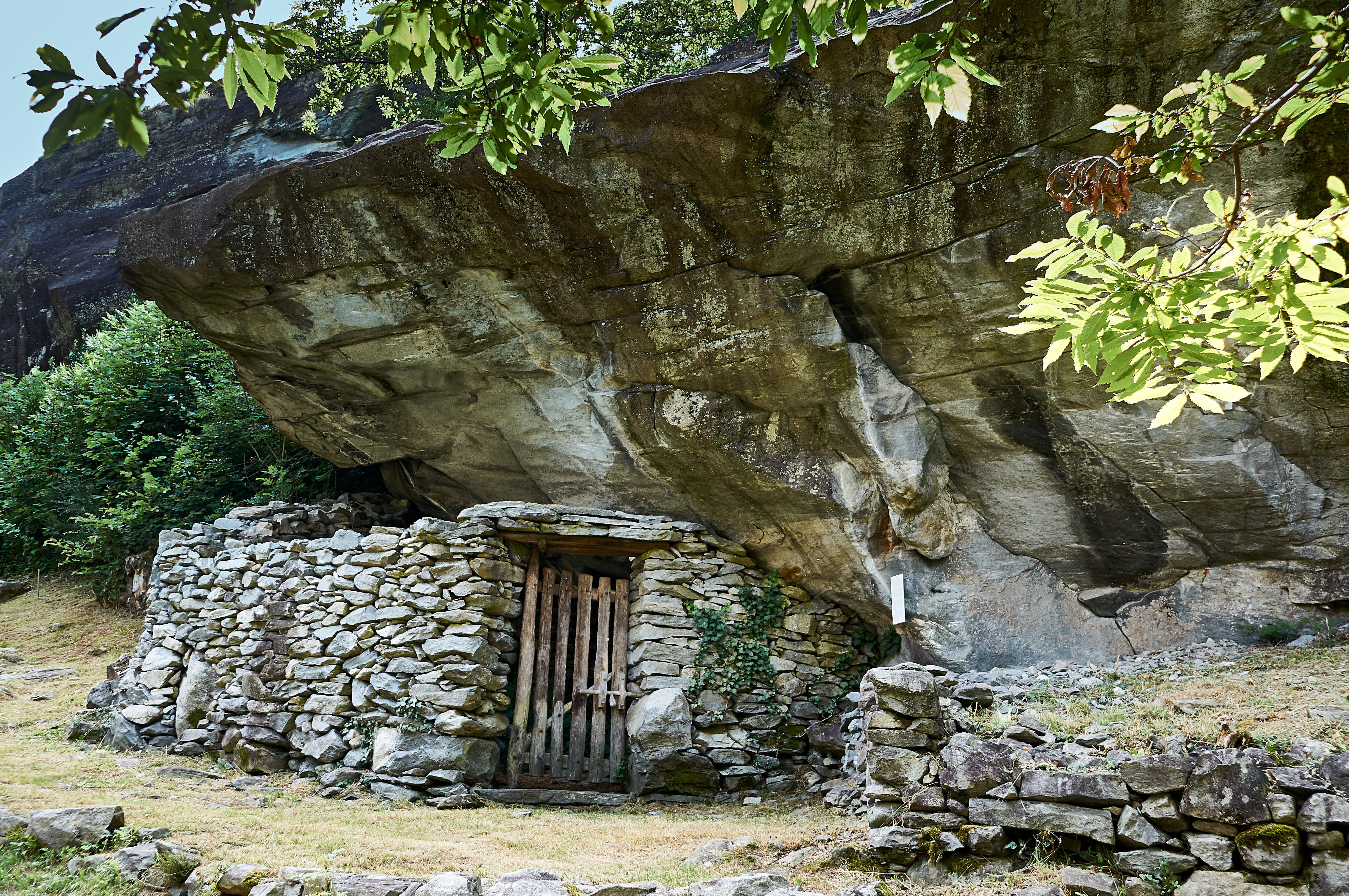
Historischer Ziegenstall in Sott Piodau

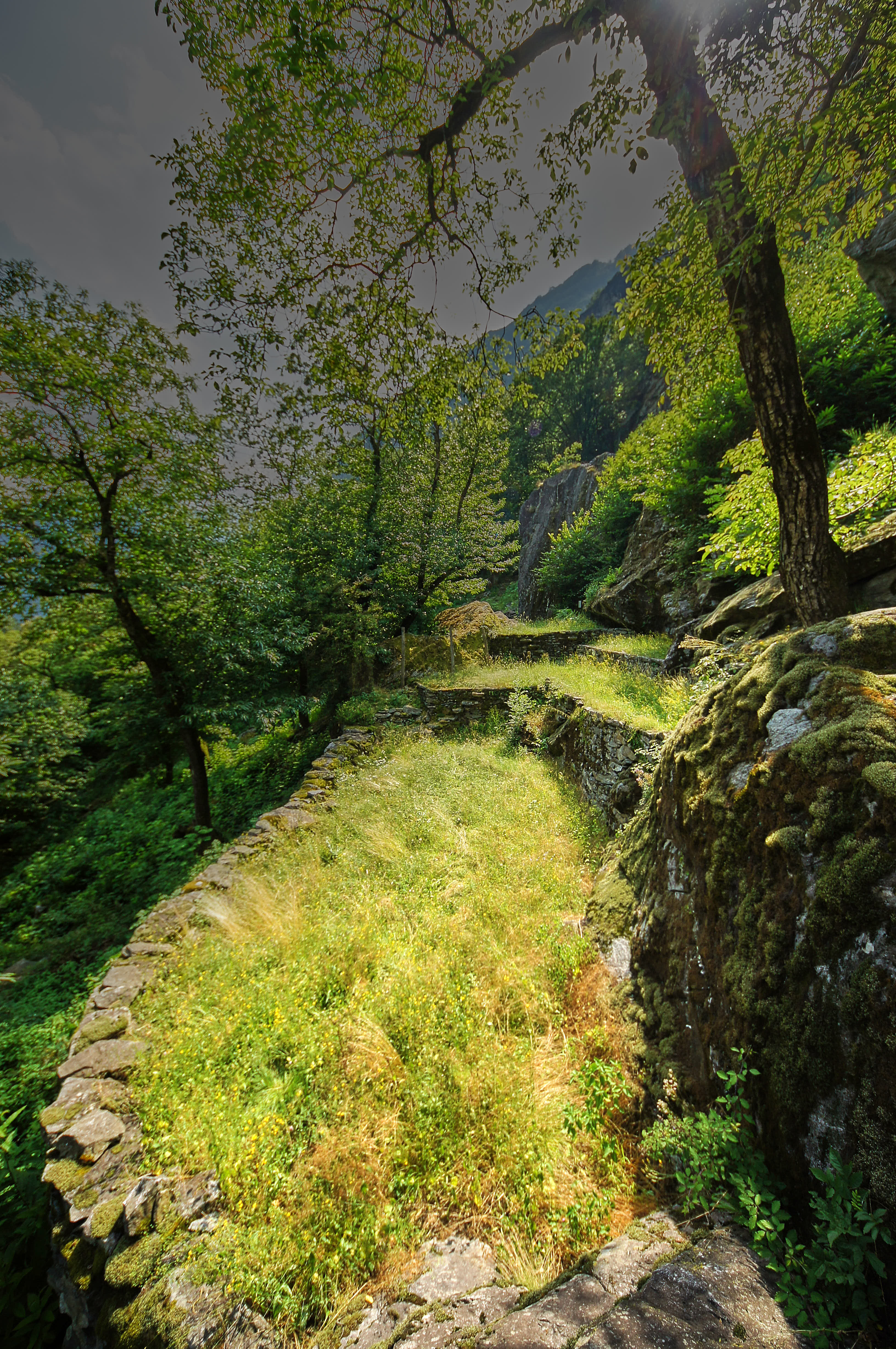
Terrassenanlage

Sott Piodau ist eine historische ländliche Siedlung im Valle Maggia bei Bignasco, Tessin, Schweiz. Sie liegt wenige Meter oberhalb der Kantonsstrasse am Zusammenfluss von Maggia und Bavona gegenüber dem alten Ortskern Bignasc Vécc von Bignasco an der orografisch rechten Talseite. Das kulturgeschichtlich bedeutendste Bauwerk der Hangsiedlung ist die Wolfsfalle oder lüèra, die auf den Übergang vom 14. zum 15. Jahrhundert datiert wird.

## Sott Piodau heute
Piodau („Steinplatte“) ist der Name der Felswand, die die westliche Talseite des Valle Maggia bei Bignasco überragt. Unterhalb dieser Flucht, von der sich in prähistorischer Zeit ein Felssturz löste, liegt Sott Piodau in einer von großen Felsblöcken dominierten Hanglage oberhalb des Flusses. Hier haben die früheren Siedler kleine Anbauflächen der Natur abgetrotzt und einige Felsunterbauten sowie die Wolfsfalle geschaffen. Der Zugang erfolgt in wenigen Minuten von der Kantonsstrasse gegenüber der untersten Maggiabrücke in Bignasco.
Der Weg führt aufsteigend zunächst vorbei an zwei Gebäuden, die unter überhängende Felsblöcke gebaut wurden. Diese waren ursprünglich Ziegenställe. Heute werden sie als Heustadel und Speicher genutzt. Nach links erreicht man eine natürliche Aussichtsplattform auf einem großen, auf einem anderen Felsen aufliegenden Stein. Von hier bietet sich ein Blick auf Bignasco und das Val Lavizzara. Wenige Meter weiter bergwärts steht ein Dörrhaus, das früher zum Trocknen von Kastanien diente. Dahinter folgen  zwischen den Felsen einige kleine Terrassenfelder, die durch Treppen und aus Mauern auskragende Steine miteinander verbunden waren. Die Wolfsfalle besteht aus zwei Trockenmauern, die zusammen mit einer natürlichen Felswand und einem großen Felsblock eine Fläche von mehr als 100 m² einschließen. Wohl mit einem Köder wurden die Wölfe durch einen kleinen Durchschlupf in das Innere gelockt, wobei die Tür durch einen ausgeklügelten Mechanismus hinter dem Tier zufiel und ihm den einzigen Ausweg versperrte. Von der Mauerkrone konnten die unten eingeschlossenen Wölfe erlegt werden.